# Justin Trudeau
Justin Pierre James Trudeau (født 25. december 1971) er en canadisk politiker. Han var 2015-2025 den 23. premierminister i Canada og leder for Canadas liberale parti. Han blev efterfulgt på begge poster af Mark Carney.
Udover at have været den næstyngste premierminister efter Joe Clark er han også den ældste søn af den tidligere premierminister Pierre Trudeau.

## Levnedsløb
Trudeau blev født i Ottawa og gik på Collège Jean-de-Brébeuf og blev uddannet fra McGill University i 1994 og University of British Columbia i 1998. Han opnåede offentlig berømmelse i oktober 2000, da han holdt en mindetale ved sin fars statsbegravelse. Efter han blev færdiguddannet arbejdede han som lærer i Vancouver, British Columbia. Han færdiggjorde et års ingeniørstudier ved École Polytechnique i Montréal før han droppede ud i 2003. I 2005 begyndte han på en kandidatgrad i miljøgeografi ved McGill University, men droppede ud efter et år. Han benyttede sin offentlige berømmelse som fortaler for en række velgørende formål, og han spillede skuespil i tv-filmen i to dele The Great War fra 2007.

## Politisk karriere
Otte år efter sin fars død gik Trudeau ind i politik. Ved valget i 2008 blev han valgt fra valgkredsen Papineau til House of Commons. I 2009 blev han valgt til Liberal Partys "skyggeminister" for ungdom og multikulturalisme, og det følgende år for statsborgerskab og immigration. I 2011 blev han udpeget som skyggeminister for uddannelse, ungdom og amatørsport. Trudeau vandt lederskabet for Liberal Party i april 2013 og ledte sit parti til sejr ved valget i 2015, hvor de liberale gik fra 36 mandater til 184 mandater, den største forøgelse for et parti ved et canadisk valg.
Efter at minister Chrystia Freeland var trådt tilbage i december 2024 og en efterfølgende politisk krise, annoncerede Trudeau d. 6. januar 2025, at han ville træde tilbage både som premierminister og som leder af Liberal Party. I marts 2025 blev den tidligere centralbankchef Mark Carney valgt som Trudeaus efterfølger som partileder og dermed også som premierminister.

## Privatliv
Trudeau mødte Sophie Grégoire da de begge var børn og voksede op i Montreal; Grégoire var en klassekammerat og Trudeaus yngste bror Michels barndomsven. De kom i kontakt igen som voksne i juni 2003, da Grégoire, der på dette tidspunkt var en tv-personlighed i Quebec, blev sat til at være Trudeaus medvært til en velgørenhedsfest ; de begyndte at date flere måneder senere. Trudeau og Grégoire blev forlovede i oktober 2004, og de blev gift den 28. maj 2005 en romersk katolsk bryllupsceremoni i Montreals Sainte-Madeleine d'Outremont Church. De har tre børn som er født i 2007, 2009 og 2014.
I juni 2013, to måneder efter Trudeau blev leder for Liberal Party, solgte parret deres hus i Côte-des-Neiges-kvarteret i Montreal. De flyttede ind i et lejet hus i Ottawas Rockcliffe Park-område, hvor Trudeau boede i sin barndom, da hans far var premiereminister.
Den 18. august 2014 brød en person ind i deres hus, mens Grégoire og Trudeaus børn lå og sov, og efterlod et trusselsbrev, men intet blev stjålet, og ejendommen blev ikke ødelagt. Efter hændelsen udtalte Trudeau, der var i Winnipeg under indbruddet, at han ville kontakte Royal Canadian Mounted Police for at drøfte sikkerheden i sit hjem. Efter hans valgsejr i 2015 valgte Trudeau at bo i Rideau Cottage, der ligger på grunden til Rideau Hall, indtil der var blevet renoveret på 24 Sussex Drive så det passede til hans families behov.
Trudeau har en stor tatovering af en jordklode i en Haida-ravn på sin venstre arm. Tatoveringen er baseret på et design af Robert Davidson, der er Haida-kunstner, hvis bedstemor adopterede Pierre Trudeau ceremonielt som æresmedlem af Haida-stammen i 1976 under en rejse til det, der dengang blev kaldt Queen Charlotte Islands. Davidson havde oprindeligt håbet at tatoveringen indikerede at Trudeau ville støtte de indfødtes rettigheder, men efter Trudeau godkendte en kontroversiel naturgaseksport på Lelu Island — et projekt som Haida var stærkt modstander af — påstod Davidson at Trudeaus tatovering var et eksempel på kulturel approriering, og viste hans manglende respekt for de indfødte i Canada.